# Episodi di Ranma ½

La famiglia Tendo-Saotome con l'aggiunta di Tatewaki Kuno

Questa è la lista degli episodi di Ranma ½, serie televisiva anime tratta dall'omonimo manga di Rumiko Takahashi. La serie è stata realizzata dallo Studio Deen ed è andata in onda su Fuji TV dal 15 aprile 1989 prima di essere interrotta il 16 settembre dopo 18 episodi a causa dei bassi ascolti. In seguito la programmazione è continuata con una nuova serie dal titolo Ranma ½ nettōhen (らんま½ 熱闘編? lett. "Ranma ½ - La saga dell'acqua calda"), trasmessa in un diverso orario dal 20 ottobre 1989 al 25 settembre 1992, composta da 143 episodi, per un totale di 161 episodi.
L'edizione italiana dell'anime è uscita sotto forma di un'unica serie e con una numerazione degli episodi progressiva, indicata nella seconda colonna. Per la maggioranza degli episodi dal 51 al 125 (ovvero dal 33 al 107 di Ranma ½ nettōhen) esistono due doppiaggi italiani, uno integrale e uno censurato; dell'episodio 136 (ovvero 118 della nettōhen) non esiste doppiaggio, mentre per i restanti esiste una sola traccia italiana.
Gli episodi Hanno rapito P-Chan!, La danza degli spiriti e Il triste amore di P-Chan avrebbero dovuto essere trasmessi in Giappone tra gli episodi 13 e 14 della prima serie, ma vennero rimandati a causa di similitudini con alcuni eventi di cronaca dell'epoca, e recuperati in seguito come episodi 7, 8 e 9 della serie Ranma ½ nettōhen. Perciò diverse edizioni estere, tra cui quella italiana, li hanno spostati nella posizione originariamente intesa.

## Lista episodi

### Ranma ½
| Nº Ja | Nº It | Titolo italiano Giapponese 「Kanji」 - Rōmaji | In onda           | In onda  |
| Nº Ja | Nº It | Titolo italiano Giapponese 「Kanji」 - Rōmaji | Giapponese        | Italiano |
| 1     | 1     | Che strani tipi sono arrivati dalla Cina... 「中国からきたあいつ!ちょっとヘン!!」 - Chūgoku kara kita aitsu! Chotto hen!! | 15 aprile 1989    | 1995     |
| 1     | 1     | La famiglia Tendo, composta da padre e tre figlie, riceve la visita improvvisa, quanto del tutto inaspettata, di una strana ragazza e di un panda gigante parlante: i due si rivelano essere Ranma Saotome e suo padre Genma Saotome. Raccontano del loro viaggio in Cina alle sorgenti maledette; la trasformazione in ragazza e panda è dovuta al fatto che sono caduti accidentalmente in esse. |                   |          |
| 2     | 2     | La scuola non è un parco di divertimenti! 「遊びじゃないのよ学校は」 - Asobi janai no yo gakkō wa | 22 aprile 1989    | 1995     |
| 2     | 2     | Ranma si appresta a frequentare la stessa scuola di Akane Tendo e della sorella Nabiki Tendo, cercando ovviamente, com'è facile immaginare, di tenere nascosta la sua condizione di maschio-femmina: inizia subito però a rivaleggiare con Tatewaki Kuno, il quale si considera unico spasimante ufficiale di Akane e non tollera che qualcun altro possa intromettersi per rubargli il posto. |                   |          |
| 3     | 3     | Una tempesta d'amore 「いきなり愛の嵐ちょっと待ってョ」 - Ikinari ai no arashi chotto matte yo | 29 aprile 1989    | 1995     |
| 3     | 3     | Durante un combattimento contro Kuno, Ranma precipita nella piscina della scuola e riappare trasformato in ragazza: Kuno ha così la prima apparizione della "ragazza col codino" e ne rimane letteralmente affascinato. |                   |          |
| 4     | 4     | Ranma e Ranma: le incomprensioni continuano 「乱馬とらんま?誤解がとまらない」 - Ranma to ran ma? Gokai ga tomaranai | 6 maggio 1989     | 1995     |
| 4     | 4     | Nabiki si presta a far da intermediario tra Kuno e la ragazza col codino, approfittandone inoltre vendendo fotografie scattate da lei di Akane e Ranma-ragazza. Kuno e Ranma si affrontano e trionfa Ranma. |                   |          |
| 5     | 5     | Ami tutto di me? 「骨まで愛して?あかね恋の複雑骨折」 - Kotsu made aishite? Akane koi no fukuzatsu kossetsu | 13 maggio 1989    | 1995     |
| 5     | 5     | Akane si allena duramente nella palestra del dojo di proprietà del padre Soun Tendo; la sua forza è tale che finisce per ferire Ranma. Il ragazzo viene allora accompagnato da Akane dal dottor Ono Tofu, un bravissimo medico che si occupa di pranoterapia, che gli cura facilmente le contusioni procurategli da Akane: egli è in realtà innamorato pazzamente di Kasumi Tendo; Akane, che prova per lui una cotta, se ne rende ben presto conto. |                   |          |
| 6     | 6     | Cuore infranto per Akane 「あかねの失恋だってしょうがないじゃない」 - Akane no shitsuren datte shōganai janai | 20 maggio 1989    | 1995     |
| 6     | 6     | Il Dottor Tofu alla vista di Kasumi perde il lume della ragione, nonché tutte le sue abilità mediche, facendo fuggire terrorizzati i pazienti. Akane e Ranma assistono impotenti. Gli altri ragazzi della scuola che sfidavano di continuo Akane tutti i giorni annunciano di aver rinunciato a conquistarla a seguito della vittoria di Ranma su Kuno. |                   |          |
| 7     | 7     | Ryoga, l'eterno disperso 「登場!永遠の迷い子·良牙」 - Tōjō! Eien no mayoigo - Ryōga | 27 maggio 1989    | 1995     |
| 7     | 7     | Giunge davanti alla scuola frequentata da Ranma Ryoga Hibiki, un suo ex compagno di classe delle medie, per sfidarlo a duello e regolare così un vecchio conto in sospeso. Ranma, però, non ha la minima idea del perché Ryoga nutri desiderio di vendetta nei suoi confronti. |                   |          |
| 8     | 8     | Ranma contro Ryoga 「学校は戦場だ!対決 乱馬VS良牙」 - Gakkō wa senjō da! Taiketsu Ranma buiesu Ryōga | 3 giugno 1989     | 1995     |
| 8     | 8     | Il duello tra Ranma e Ryoga si svolge inizialmente all'interno del cortile della scuola, per poi spostarsi al vicino zoo: qui Ryoga viene a conoscenza della maledizione accaduta a Ranma. Intanto una delle armi di Ryoga, sfuggita al suo controllo, taglia di netto i capelli ad Akane. |                   |          |
| 9     | 9     | Un brutto taglio di capelli 「乙女白書·髪は女のいのちなの」 - Otome hakusho - Kami wa onna no inochi nano | 17 giugno 1989    | 1995     |
| 9     | 9     | A seguito dell'incidente che ha tragicamente coinvolto la capigliatura di Akane, la sorella Kasumi l'aiuta a crearsi una nuova pettinatura coi capelli corti; sorprendentemente per lei pure il dottor Tofu sembra ora trovare la ragazza più attraente. Ryoga nel frattempo si perde dopo aver cercato d'aiutare una vecchia signora ad attraversare la strada; la sera seguente Akane scorge nelle vicinanze di casa un maialino nero e gli dà il nome di P-Chan. Questa è la maledizione che deve subire Ryoga a seguito della caduta nelle sorgenti maledette. |                   |          |
| 10    | 10    | Non te ne va bene una, Pi-chan! 「ピーピーPちゃん ろくなもんじゃねェ」 - Pi-pi-P-chan roku namonjanē | 1º luglio 1989    | 1995     |
| 10    | 10    | Ranma si rende ben presto conto che dietro le sembianze di P-Chan si cela Ryoga, il quale si rende conto che a farlo cadere nella sorgente maledetta fu proprio Ranma-ragazza mentre inseguiva suo padre trasformato in Panda; nel contempo scopre che cercar di separare il maialino da Akane sarà davvero molto difficile, infatti la ragazza se ne è subito affezionata facendolo dormire nel suo letto accanto a lei. |                   |          |
| 11    | 11    | Un amore per Ranma 「乱馬を激愛!新体操のスケバン登場」 - Ranma wo gekiai! Shintaisō no sukeban tōjō | 15 luglio 1989    | 1995     |
| 11    | 11    | Akane accetta la richiesta proveniente dal team di ginnastica ritmica d'andar in loro soccorso, dopo che questo è stato sfidato da Kodachi Kuno detta la "Rosa Nera" (sorella minore di Tatewaki). Durante i preparativi del duello scorge Ranma e se ne innamora perdutamente all'istante. |                   |          |
| 12    | 12    | Il giorno del torneo 「女の恋は戦争よ!格闘新体操でいざ勝負」 - Onna no koi wa sensō yo! Kakutō shintaisō de iza shōbu | 22 luglio 1989    | 1995     |
| 12    | 12    | Kodachi, dopo aver scoperto del fidanzamento tra Ranma e Akane, decide che il premio per la vincitrice del loro scontro sarà Ranma. Il giorno previsto per il torneo s'avvicina, ma Akane si procura una distorsione alla caviglia che le impedisce di parteciparvi. A Ranma non rimane altro da fare che diventar il suo sostituto; trasformatosi in ragazza s'appresta ad affrontare Kodachi nella gara di ginnastica. |                   |          |
| 13    | 13    | Le lacrime di Kodachi 「スケバンの目に涙?ルール無用の格闘新体操決着」 - Sukeban no me ni namida? Rūru muyō no kakutō shintaisō Kecchaku | 29 luglio 1989    | 1995     |
| 13    | 13    | Nonostante tutti i trucchi messi in atto da Kodachi e l'intromissione di Ryoga come P-chan, il quale cerca con tutte le forze di far perdere Ranma, nella sua forma di "ragazza col codino" sconfigge la sorella di Tatewaki. Kodachi decide di rinunciare all'amore per Ranma, per poi rimangiarsi la parola durante la sera e dichiarando che riuscirà a conquistarlo. |                   |          |
| 14    | 17    | Una fidanzata per il dottor Tofu 「骨盤占い!らんまは日本一のお嫁さん」 - Kotsuban uranai! Ranma wa Nippon ichi no Oyome-san | 19 agosto 1989    | 1995     |
| 14    | 17    | La madre del dottor Tofu sta per giungere in città in visita al figlio e non vede l'ora di conoscere le pretendenti alla sua mano; Akane si offre di finger di recitar quella parte e anche Nabiki, dietro pagamento, si offre di far la stessa cosa. Il dottor Tofu accetta a malincuore lo sceneggiato: infine anche Ranma in versione femminile è costretto da Ryoga a unirsi al concorso messo in piedi dalla vecchia signora per scoprire la ragazza "coi fianchi più larghi" degna di sposare il figliolo.                                                   |                   |          |
| 15    | 18    | L'arrivo di Shampoo 「激烈少女シャンプー登場!ワタシ命あずけます」 - Gekiretsu shōjo Shampoo tōjō! Watashi inochi azukemasu | 26 agosto 1989    | 1995     |
| 15    | 18    | Shampoo, un'amazzone guerriera sconfitta a suo tempo in Cina da Ranma-ragazza, giunge in Giappone col chiaro intento di vendicarsi e ucciderla: questa volta però si trova ad avere a che fare con Ranma-maschio ed esserne da lui sconfitta, ma questo sviluppo complica decisamente le cose. La legge vigente all'interno della sua tribù di donne guerriere dice che se una donna sconfigge un'amazzone deve essere uccisa, mentre se è un uomo a batterla è destinato a diventare il suo sposo.                                                                |                   |          |
| 16    | 19    | La rivincita di Shampoo 「シャンプーの反撃!必殺指圧拳は身も心も奪う」 - Shampoo no hangeki! Hissatsu shiatsu-ken wa mi mo kokoro mo ubau | 2 settembre 1989  | 1995     |
| 16    | 19    | Avendo deciso che Ranma è destinato esclusivamente a lei, Shampoo applica sulla rivale Akane la sua portentosa tecnica di "lavaggio dei capelli", che magicamente le fa cancellare tutti i ricordi riguardanti Ranma. |                   |          |
| 17    | 20    | Ranma, ti amo! 「乱馬大好き!さよならはいわないで!!」 - Ranma daisuki! Sayonara wa iwanaide!! | 9 settembre 1989  | 1995     |
| 17    | 20    | Ranma riesce a convincere Shampoo a lasciare a lui il compito di uccidere la ragazza col codino. Successivamente riesce a ripristinare la memoria di Akane utilizzando tutta una serie di insulti nei suoi riguardi. Infine rivela a Shampoo il suo segreto mentendole e dicendo di essere sempre stato una ragazza: Shampoo, confusa, sconvolta e con il cuore spezzato, si appresta a tornarsene in Cina. |                   |          |
| 18    | 21    | Ranma torna in Cina 「オレは男だ!らんま中国へ帰る?」 - Ore wa otoko da! Ranma chugoku e kaeru? | 16 settembre 1989 | 1995     |
| 18    | 21    | Dopo una seria e alquanto movimentata discussione con Genma, Ranma decide di tornare in Cina da solo nel tentativo disperato di spezzare la terribile maledizione in cui è incorso. |                   |          |

### Ranma ½ nettōhen
| Nº Ja | Nº It | Titolo italiano Giapponese 「Kanji」 - Rōmaji | In onda           | In onda    |
| Nº Ja | Nº It | Titolo italiano Giapponese 「Kanji」 - Rōmaji | Giapponese        | Italiano   |
| 1     | 22    | La corsa del ramen 「激突!出前格闘レース」 - Gekitotsu! Demae kakutou reesu | 20 ottobre 1989   | 1995       |
| 1     | 22    | Genma durante un viaggio mentre Ranma aveva appena due anni, arrivò su una spiaggia dove un tipo stava cucinando del pesce con una bambina piccola. Genma barattò il piccolo Ranma con la promessa che avrebbe sposato Kaori in futuro per del cibo. Una volta mangiato si dileguò riprendendosi Ranma, ma dopo anni il pescatore è riuscito a ritrovarli per fargli mantenere la promessa. Akane si trova a gareggiare nella corsa per le consegne del ramen. |                   |            |
| 2     | 23    | Odio i gatti! 「やっぱり猫が嫌い?」 - Yappari neko ga kirai? | 3 novembre 1989   | 1995       |
| 2     | 23    | Tatewaki viene a sapere dal suo fedelissimo maggiordomo-ninja Sasuke Sarugakure che Ranma prova un timore compulsivo nei confronti dei gatti; cercherà ovviamente di utilizzare questo fatto a suo vantaggio facendo lanciare da Sasuke un branco di gatti selvatici lungo la strada percorsa da Ranma. Terrorizzato come non mai Ranma perde totalmente il controllo di sé stesso e comincia a comportarsi egli stesso come un gatto, finendo per scatenare una tecnica mortale detta "Colpo del gatto". Genma rivela che l'unica persona capace di calmare Ranma e farlo tornare gradualmente in sé fosse un'anziana donna dolce e gentile ormai defunta da anni, ma inaspettatamente lo stesso accade con Akane, la quale riceve un inatteso bacio da Ranma-gatto.                                                              |                   |            |
| 3     | 24    | Obaba della tribù delle Amazzoni 「私が女傑族のおばば!」 - Watashi ga Joketsuzoku no obaba! | 10 novembre 1989  | 1995       |
| 3     | 24    | Un gatto riesce a introdursi nel dojo Tendo, con grande orrore di Ranma. Peggio ancora, il felino risulta essere la trasformazione di Shampoo: la ragazza, avendo capito la bugia di Ranma sul suo essere una ragazza, ha preso la risoluzione di rimanere a vivere in Giappone assieme alla sua vispa bisnonna Obaba per conquistarlo. |                   |            |
| 4     | 25    | La leggendaria tecnica delle castagne 「出た!必殺天津甘栗拳!!」 - Deta! Hissatsu Tenshin amaguriken!! | 17 novembre 1989  | 1995       |
| 4     | 25    | Ranma si rende conto di essere stato maledetto da Obaba, il che gli impedisce di tornare alla sua originaria forma maschile dopo essersi trasformato in ragazza. Per riuscire a ottenere dalla vecchietta l'antidoto deve imparare a padroneggiare perfettamente la leggendaria tecnica delle castagne, un attacco che permette di sferrare centinaia di colpi in pochissimi secondi. |                   |            |
| 5     | 26    | L'arrivo di Moose 「白鳥拳の男ムース登場!」 - Hakushō no otoko mūsu tōjō! | 24 novembre 1989  | 1995       |
| 5     | 26    | Il dottor Tofu tenta di trovare una cura, anche solo temporanea, alla stimolazione del nervo del gatto che fa sì che Ranma non tolleri l'acqua calda; nel frattempo si trova a dover affrontare un nuovo avversario, Mousse, il quale si considera unico pretendente ufficiale alla mano della bella Shampoo e che pertanto vede Ranma come un rivale nella conquista del cuore della ragazza. |                   |            |
| 6     | 27    | La corsa dei pupazzi di neve 「爆走!雪だるま運びレース」 - Bakusō! Yukidaruma hakobi rēsu | 1º dicembre 1989  | 1995       |
| 6     | 27    | Tutti i protagonisti si trovano in vacanza in una rinomata località sciistica; Ranma si trova a dover competere nella corsa dei pupazzi di neve, questo nel tentativo di vincere la famosa pillola promessagli da Obaba che lo farebbe guarire dalla stimolazione del nervo del gatto. Usando il "Colpo del gatto" facendo trasformare Shampoo, Ranma riesce a battere Obaba, che accetta la sconfitta e gli dà le pillole della fenice. |                   |            |
| 7     | 14    | Hanno rapito P-chan! 「さらわれたPちゃん!」 - Sarawareta P-chan! | 8 dicembre 1989   | 1995       |
| 7     | 14    | Mente Akane pattina sul ghiaccio con le sue compagne di classe, Azusa Shiratori, viziata ragazzina campionessa di pattinaggio, nota sulla pista P-chan e se ne innamora, prendendolo e portandolo via con sé. In verità la ragazzina è cleptomane e quando qualcosa di carino l'attira, se la prende, dopo avergli assegnato un nome, poco importa se si tratta di un oggetto o di un essere vivente. Akane rivendica il suo porcellino e allora Azusa la sfida a una gara di pattinaggio: chi vince, avrà in premio P-chan. Tutto si complica quando Mikado Sanzenin, partner di Azusa Shiratori, bacia davanti a tutti Ranma ragazza, intenta a imparare a pattinare. |                   |            |
| 8     | 15    | La danza degli spiriti 「危機一髪!死霊の盆踊り」 - Kiki ippatsu! Shiryou no bonodori | 15 dicembre 1989  | 1995       |
| 8     | 15    | Ranma sfida a duello Mikado per vendicarsi dell'umiliazione subita con il bacio alla sua forma femminile e ci riesce colpendolo oltre cinquecento volte. Arriva il giorno della sfida a coppie e Ranma e Akane, malgrado l'inferiorità nel pattinare, dimostrano comunque una buona intesa e riescono ad assestare dei buoni colpi a Mikado, che tenta ripetutamente di baciare Akane. Davanti a tutti, Ranma urla a Mikado che Akane sia la sua fidanzata e di starle lontano. |                   |            |
| 9     | 16    | Il triste amore di Pi-chan 「Pちゃん爆発!愛の水柱」 - P-chan bakuhatsu! Ai no mizubashira | 22 dicembre 1989  | 1995       |
| 9     | 16    | Mentre Ranma e Akane si trovano a dover affrontare assieme la coppia composta da Azusa e Mikako, Ryoga Hibiki diventa talmente geloso da cercare di sbarazzarsi in maniera definitiva del rivale in amore. Purtroppo per lui però il piano non va esattamente come aveva previsto. |                   |            |
| 10    | 28    | Allenamento tra le montagne 「乱馬恐怖の山ごもり」 - Ranma kyōfu no yama gomori | 12 gennaio 1990   | 1995       |
| 10    | 28    | Stanco di essere continuamente sconfitto in duello da Ranma, Ryoga chiede a Obaba di allenarlo nelle sue più micidiali tecniche segrete: si dirigono quindi in direzione dello sperduto luogo di allenamento in cima alla montagna, dove nessuno li può scorgere o spiare. Tutto per scoprire che Genma, Ranma e Akane si trovano già lì, anche loro per allenarsi. |                   |            |
| 11    | 29    | La vendetta di Ryoga 「爆砕点穴とは?良牙大逆襲」 - Bakusai tenketsu to wa? Ryōga daigyakushū | 19 gennaio 1990   | 1995       |
| 11    | 29    | Obaba sta cercando d'insegnare a Ryoga una delle sue tecniche, che lo renderebbe in grado di frantumare giganteschi massi di pietra con il solo tocco di un dito. Il ragazzo è molto fiducioso, acquisendo tale tecnica potrà finalmente sconfiggere Ranma sempre che questa non si venga a ritorcere alla fine contro di lui. Obaba mette come premio della vittoria Akane, così da sistemare quest'ultima con Ryoga e liberare Ranma per Shampoo. Ryoga dimostra di aver acquisito enorme resistenza fisica al punto che gli attacchi di Ranma non gli fanno nulla Dopo una durissima battaglia, Ranma usa la tecnica delle castagne in aria dopo aver bloccando le braccia a Ryoga per vincere il duello, che lascerà entrambi i contendenti stremati.                                                                          |                   |            |
| 12    | 30    | Arriva il cambia-insegne 「危うし!天道道場」 - Ayoushi! Tendō dōjō | 26 gennaio 1990   | 1995       |
| 12    | 30    | Al dojo Tendo giunge una lettera di sfida ufficiale; Soun Tendo incarica Akane e Ranma di rispondere, hanno il compito di difendere il suo onore. Il ragazzo si trova tuttavia a dover affrontare anche altre questioni: Shampoo gli promette difatti di dargli una cura miracolosa contro la maledizione che lo trasforma in ragazza, ma questo solamente se accetterà un appuntamento galante con lei. |                   |            |
| 13    | 31    | Il rapimento di Akane 「さらわれたあかね!」 - Sarawareta Akane! | 2 febbraio 1990   | 1995       |
| 13    | 31    | Torna a farsi vedere Mousse, il quale cerca niente meno che di rapire Akane ma, a causa della forte miopia che lo affligge, sbaglia bersaglio. Toccherà ancora una volta a Ranma andare ad affrontarlo. |                   |            |
| 14    | 32    | L'ultimo duello 「対決ムース!負けるが勝ち」 - Taiketsu mūsu! Makeru ga kachi | 9 febbraio 1990   | 1995       |
| 14    | 32    | Akane si rende conto che se Ranma venisse ufficialmente sconfitto in duello da Mousse, Shampoo si troverebbe costretta a recedere dai suoi desideri nei confronti del ragazzo; insieme cercano di truccare la sfida e far vincere l'avversario, ma il loro intento si rivela molto più difficile da mettere in pratica di quanto appare. |                   |            |
| 15    | 33    | Il maniaco 「究極のエロ妖怪八宝斉」 - Kyūkyoku no ero yōkai Happōsai | 16 febbraio 1990  | 1995       |
| 15    | 33    | Soun e Genma rimangono letteralmente terrorizzati appena si presenta davanti a loro il vecchio maestro d'entrambi, Happosai, fondatore di un'importantissima scuola d'arti marziali. Le sue abilità nel combattimento sono superate solamente dalla sua smania ossessiva d'impossessarsi di biancheria intima femminile. |                   |            |
| 16    | 34    | Obiettivo: spogliatoio femminile 「女子更衣室を襲え?」 - Joshi kōishitsu wo osoe? | 23 febbraio 1990  | 1995       |
| 16    | 34    | Ryoga trova una mappa in cui è chiaramente indicata l'ubicazione d'una fonte che dovrebbe guarire dalla maledizione causata dalle sorgenti maledette; mancandogli del tutto il senso dell'orientamento chiede l'aiuto di Ranma per trovarla. Alla fine scoprono che essa si trova esattamente sotto lo spogliatoio femminile della scuola. |                   |            |
| 17    | 35    | La casa del vaso rosso 「鬼も逃げだすカラクリ屋敷」 - Oni mo nigedasu karakuri yashiki | 2 marzo 1990      | 1995       |
| 17    | 35    | Dopo aver trovato quella che sembra un'antichissima e preziosa urna sotto lo spogliatoio femminile, Obaba conferma a Ranma e Ryoga che essa è uno dei tre vasi utilizzati per individuare la fonte guaritrice. Ora, il secondo vaso si trova sepolto all'interno della tenuta dei Kuno. |                   |            |
| 18    | 36    | La sorgente della volpe rossa 「これで女とおさらば?」 - Kore de onna to osaraba? | 9 marzo 1990      | 1995       |
| 18    | 36    | Happosai ha deciso di utilizzare uno dei due vasi ritrovati da Ranma per conservare la sua preziosissima collezione d'intimo femminile; il ragazzo riesce intanto a trovare anche il terzo vaso. Per sua somma delusione però, la tanto cercata sorgente è disseccata oramai da moltissimi anni. |                   |            |
| 19    | 37    | I biscotti di Kodachi 「愛と憎しみの贈物」 - Ai to nikushimi no okurimono | 16 marzo 1990     | 1995       |
| 19    | 37    | Ranma è sempre stato fermamente convinto non esserci nulla di più terribile e spaventoso della cucina di Akane; questo almeno fino a quando non fece esperienza delle capacità culinarie di Kodachi Kuno. La sorella minore di Kuno si dimostra essere una ragazza davvero testarda, viziata e un po' pazza, esattamente come il fratello; inoltre non è il tipo da arrendersi facilmente e deve sempre riuscire a ottenere ciò che vuole, e in questo caso quel che desidera è proprio Ranma. |                   |            |
| 20    | 38    | Incenso anti-donna 「SOSエロ妖怪八宝斉」 - SOS ero yōkai Happōsai | 23 marzo 1990     | 1995       |
| 20    | 38    | Ranma e Happosai si trovano nuovamente di fronte, contrapposti l'uno all'altro, col primo che è riuscito a procurarsi uno spray che produce una repulsione nei confronti delle belle e giovani donne. |                   |            |
| 21    | 39    | Chi bacerà Akane? 「あかねの口びるを奪え」 - Akane no kuchibiru wo ubae | 6 aprile 1990     | 1995       |
| 21    | 39    | Akane è stata scelta per interpretare la parte di Giulietta alla recita scolastica di fine anno: Kuno e Happosai si contendono invece ferocemente la parte di Romeo. |                   |            |
| 22    | 40    | Sfida ai bagni pubblici 「いい湯だな?銭湯で戦闘」 - Ii yu da na? Sentō de sentō | 13 aprile 1990    | 1996       |
| 22    | 40    | Lo scaldabagno a gas in casa Tendo si è rotto, cosicché, mancando l'acqua calda, tutti si trovano costretti ad andare ai bagni pubblici; i guai hanno inizio quando Happosai utilizza questa possibilità per vedere finalmente Akane e Nabiki nude. |                   |            |
| 23    | 41    | Amore e focacce 「また一人乱馬を愛したヤツ」 - Mata hitori Ranma wo aishita yatsu | 20 aprile 1990    | 1995       |
| 23    | 41    | Un abilissimo chef di nome Ukyo Kuonji, esperto in produzione di okonomiyaki, si presenta in città con l'intenzione di sfidare Ranma; sembra che i due ragazzi si siano conosciuti molti anni addietro. Quel che è certo è che Ukyo prova un forte e antico rancore nei confronti della famiglia Saotome ed è giunto fino a lì con l'esclusivo desiderio di vendicarsi. Ranma e Ukyo si affrontano, ma quando Ranma decide di reagire ai colpi non c'è storia. Alla fine si scopre che Ukyo è una ragazza e che è anche lei fidanzata con Ranma (sempre per decisione del padre, nonostante lui fosse già promesso a una delle figlie di Soun Tendo, per potersi prendere il suo chiosco di okonomiyaki). I due giungono a una discussione, al termine della quale Ukyo dimentica la vendetta perché è ancora innamorata di Ranma. |                   |            |
| 24    | 42    | Il gioco delle parti 「熱愛?良牙とあかね」 - Netsuai? Ryōga to Akane | 27 aprile 1990    | 1995       |
| 24    | 42    | Ukyo, per poter sposare Ranma, deve sbarazzarsi dell'attuale rivale Akane; per riuscirci cerca di farla uscire con Ryoga. |                   |            |
| 25    | 43    | Lo starnuto dell'amore 「くしゃみ一発愛してナイト」 - Kushami ippatsu aishite naito | 4 maggio 1990     | 1995       |
| 25    | 43    | Nel disperato tentativo di riuscire a farsi abbracciare da Ranma, Shampoo riesce a fargli assaggiare un nikuman contenente un fungo magico che provoca, in chi lo ingoia, l'obbedienza assoluta ai propri comandi ogni qual volta venga dato un certo segnale. Ma proprio mentre Shampoo sta pensando a quale segnale imprimere nella mente di Ranma ecco che un gatto starnutisce vicino a lui: d'ora in poi Ranma abbraccerà tutti coloro che sentirà starnutire. Proprio in quel momento Akane è afflitta da un forte raffreddore. |                   |            |
| 26    | 44    | Alla ricerca dello scritto segreto 「幻の八宝大華輪を探せ」 - Maboroshi no happō daikarin wo sagase | 11 maggio 1990    | 1996       |
| 26    | 44    | Happosai fa in modo d'accompagnare Akane quando, assieme alle compagne, decide di recarsi alle locali sorgenti termali: ma Ranma, Genma e Soun tentano in ogni modo di rovinare i suoi piani da maniaco. Il vecchietto sceglie di difendersi utilizzando la sua tecnica più segreta, purtroppo per lui però ha dimenticato le istruzioni, le quali si trovano in un'antica pergamena: si mette pertanto alla sua ricerca. |                   |            |
| 27    | 45    | Una ragazza particolare 「大好き!私のうっちゃん」 - Daisuki! Watashi no U-chan | 18 maggio 1990    | 1996       |
| 27    | 45    | Un nuovo personaggio fa la sua apparizione, Tsubasa Kurenai; a prima vista sembra essere una ragazza innamorata di Ukyo. Ranma si trova costretto a sfidarla e rimane perplesso quando si rende conto che il suo fascino femminile (quando si trova trasformato in ragazza) sulle altre ragazze non sembra aver alcun effetto se c'è anche Tsubasa lì vicino. Infine capisce che in realtà Tsubasa è un maschio travestito. |                   |            |
| 28    | 46    | Lo spirito e il ladro di biancheria 「魔女が愛した下着ドロボー」 - Majo ga aishita shitagi dorobō | 25 maggio 1990    | 1996       |
| 28    | 46    | Soun viene eletto presidente del comitato di quartiere ma, con suo sommo sgomento, primo compito che gli viene affidato dagli abitanti è quello di stanare e bloccare il maniaco che ruba la biancheria intima alle giovani donne. Happosai nel frattempo viene a conoscenza di una leggenda riguardante il reggiseno dell'antica sposa imperiale Yang Guifei. |                   |            |
| 29    | 47    | La minestra della forza 「変身!ムキムキマンあかね」 - Henshin! Mukimukiman Akane | 1º giugno 1990    | 1995       |
| 29    | 47    | Akane mangia accidentalmente un piatto di soba preparato da Happosai; questa minestra fornisce una super-forza a chiunque la mangi. Volendo mettere a frutto questa sua nuova abilità la ragazza sfida Shampoo a una gara di braccio di ferro; Ranma intanto viene a sapere degli effetti collaterali provocati dalla pozione che fa crescere i baffi e si lancia alla ricerca di un antidoto. |                   |            |
| 30    | 48    | I guardiani delle sorgenti maledette 「呪泉郷から来た殺し屋」 - Jusenkyo kara kita koroshiya | 8 giugno 1990     | 1995       |
| 30    | 48    | Il tribunale dei guardiani addetti alla sorveglianza delle sorgenti maledette in Cina è giunto alla conclusione che Ranma e gli altri hanno infranto le loro leggi; mandano pertanto un sicario allo scopo di punirli severamente. Genma, assieme a Shampoo e Mousse vengono presto facilmente catturati, il che lascia a Ranma tutto il peso della responsabilità nei riguardi della loro salvezza. Tuttavia, anche il grande e grosso cinese si scopre maledetto, quando si bagna si trasforma difatti in un pretino timido e smilzo. |                   |            |
| 31    | 49    | Doppia personalità 「私ってきれい?乱馬女宣言」 - Watashitte kirei? Ranma onna sengen | 15 giugno 1990    | 1995       |
| 31    | 49    | Ranma accidentalmente cade battendo violentemente la testa su una roccia durante un allenamento con il padre. Da quel momento comincia a comportarsi in modo estremamente effeminato anche quando si trova nel suo corpo maschile. |                   |            |
| 32    | 50    | La tecnica dell'invisibilità | 22 giugno 1990    | 1995       |
| 32    | 50    | Dopo esser tornati da un lungo e difficoltoso viaggio, Soun e Genma annunciano solennemente e con orgoglio d'esser finalmente riusciti ad apprendere una nuova favolosa tecnica che li dovrebbe rendere invisibili; cercheranno di utilizzarla per vendicarsi delle angherie subite dal vecchio Happosai. |                   |            |
| 33    | 51    | Grossi guai in casa Kuno - La famiglia Tatewaki 「九能家のレ·ミゼラブル」 - Kunōke no re mizeraburu | 29 giugno 1990    | 1997       |
| 33    | 51    | Sasuke, fino ad allora fedele servitore di Tatewaki, dopo uno degli ennesimi litigi fugge dalla tenuta dei Kuno, stanco di esser costantemente maltrattato dal giovane padrone. Ma ben presto Tatewaki comincia a rendersi conto di quanto prezioso fosse per lui l'aiuto quotidiano che gli portava Sasuke e, pentito della sua insensibilità dimostrata fino a quel giorno, si mette disperatamente alla sua ricerca. |                   |            |
| 34    | 52    | Storie di spiriti - La spada incantata 「怪談!乱馬と魔性の剣」 - Kaidan! Ranma to mashou no ken | 6 luglio 1990     | 1997       |
| 34    | 52    | Ukyo guida un gruppo di studenti per indagare sulle voci che corrono riguardanti un fantasma che girerebbe per la scuola. Quando quella sera si trovano a far la guardia all'interno dell'edificio, si separano ed ecco che in tal modo sono attaccati e riempiti di graffi su tutto il corpo da una misteriosa presenza. Scopriranno che il fantasma ha a che fare con un'antica spada posseduta da Miyamoto Musashi e attualmente di proprietà di Tatewaki. |                   |            |
| 35    | 53    | Le perle dell'amore - Le compresse dell'amore 「一粒コロリ·絶倫ホレ薬」 - Hitotsubu korori, zetsurin hore gusuri | 13 luglio 1990    | 1997       |
| 35    | 53    | Happosai trova tre pillole dell'amore: dopo esser stata ingerita, la pillola si attiva appena viene guardato negli occhi un'altra persona. Dopo che Akane per errore ne mangia una, ecco che tutti iniziano a impedirle di guardare quella che loro ritengono la persona sbagliata. |                   |            |
| 36    | 54    | La vendetta di Mousse - La decisione di Ryoga 「史上最強?良牙とムース同盟」 - Shijō saikyō? Ryouga to Mūsu dōmei | 20 luglio 1990    | 1997       |
| 36    | 54    | Ryoga è terribilmente depresso per il fatto di non riuscire a sconfiggere una volta per tutte l'avversario di sempre Ranma; Mousse suggerisce allora d'allearsi con lui e far squadra assieme. Unendo le loro forze e abilità forse riusciranno a ottenere la meritata vendetta. |                   |            |
| 37    | 55    | Ritorno al passato - La gioventù di Happosai 「バック·トゥ·ザ·八宝斉」 - Bakku tu za Happōsai | 27 luglio 1990    | 1997       |
| 37    | 55    | Uno specchio magico posseduto da Happosai scaraventa Ranma, Akane, Soun, Genma e Shampoo indietro nel tempo, al tempo della giovinezza di Obaba in Cina: qui i protagonisti vengono a conoscenza d'un amore precoce da parte di Happosai proprio nei confronti della nonna di Shampoo. |                   |            |
| 38    | 56    | L'amore di Kodachi - Una rosa nera per Ranma 「黒バラの小太刀!純愛一直線」 - Kurobara no kodachi! Jun'ai icchokusen | 3 agosto 1990     | 1997       |
| 38    | 56    | Il dojo dei Tendo si trova in cattive acque, afflitto da difficoltà economiche, tanto da indurre Ranma e Akane a cercar di attirare nuovi studenti. Kodachi, giunta a conoscenza del fatto promette a Ranma che contribuirà a finanziare il dojo a condizione di un loro fidanzamento ufficiale e successivo matrimonio. |                   |            |
| 39    | 57    | Gli ultimi giorni di Happosai 「八宝斉 最期の日?」 - Happōsai saigo no hi? | 10 agosto 1990    | 1997       |
| 39    | 57    | Una compagna di scuola di Akane esperta in divinazione rivela all'amica che lei sposerà Ranma entro una settimana e contemporaneamente qualcosa di molto brutto accadrà di sicuro ad Happosai. Appena il vecchio incomincia a sentirsi male e febbricitante, Soun e Genma decidono che, se per davvero morisse, daranno il loro consenso al matrimonio. In seguito però anche gli altri iniziano ad ammalarsi, costringendo così Akane ad andare in cerca di una medicina speciale per rendere tutti nuovamente in forma e in salute, e a rinviare le nozze. |                   |            |
| 40    | 58    | Lin Lin e Lan Lan le combinaguai - Rin Rin e Ran Ran 「暴れん坊娘リンリンランラン」 - Abarenbō musume Rinrin Ranran | 17 agosto 1990    | 1997       |
| 40    | 58    | Lin Lin e Lan Lan sono due sorelle dello stesso villaggio di Shampoo giunte in visita all'amica: appreso però che questa ha ignorato la loro legge di uccidere chi l'aveva sconfitta in duello (cioè Ranma in forma femminile), decidono di prender loro su di sé il fardello della vendetta. |                   |            |
| 41    | 59    | La separazione dello spirito - Corpo o spirito? 「乱馬を襲う恐怖のタタリ」 - Ranma wo osō kyōfu no tatari | 24 agosto 1990    | –          |
| 41    | 59    | Dopo che Ranma ha espresso scherzosamente il desiderio di aver sempre una controparte femminile di sé, Happosai gli scaglia contro una tecnica che divide il ragazzo in due esseri, uno maschile e l'altro femminile. Ma il sé femminile creato dalla magia del vecchio volge il suo cuore al male e cerca di tentare anche la sua parte maschile. Questo causa notevoli problemi ad Akane, Genma, Shampoo e Obaba, prima che riescano a trovare una soluzione. |                   |            |
| 42    | 60    | Il combattente imitatore - Ken l'imitatore 「登場!ものまね格闘技」 - Toujou! Monomane kakutōgi | 31 agosto 1990    | –          |
| 42    | 60    | Un famoso esperto di arti marziali ha l'abilità segreta di imitare l'aspetto, la forza e anche le abilità degli avversari: cerca così di utilizzar questa specialissima tecnica contro Ranma, sfidandolo in combattimento. |                   |            |
| 43    | 61    | La saponetta incantata - (non trasmesso) 「良牙の体質改善セッケン!」 - Ryōga no taishitsu kaizen sekken! | 7 settembre 1990  | 2004 (MTV) |
| 43    | 61    | Ryoga sembra aver trovato una magica saponetta che lo ha guarito dalla sua maledizione, tramite essa non si trasforma difatti più in P-chan. Mentre si prepara ad andare a un appuntamento con Akane, Ranma e Shampoo cercano di procurarsi per sé almeno un pezzo del sapone incantato. |                   |            |
| 44    | 62    | La corsa di lotta ad ostacoli - Il viaggio premio 「格闘!障害物レース」 - Kakutō! Shōgaibutsu rēsu | 14 settembre 1990 | –          |
| 44    | 62    | Si sta per svolgere una gara di corsa a ostacoli e il primo premio per il vincitore è proprio un viaggio in Cina. Naturalmente, tutto il gruppo si propone con tutte le forze e l'impegno possibile di vincere questa gara. Superati i molti livelli del percorso a ostacoli, alla fine risulta vincitore Ryoga: purtroppo per lui non potrà andare in Cina in quanto non riesce a trovare la strada che conduce all'aeroporto. |                   |            |
| 45    | 63    | Viaggi nel tempo - Alla ricerca delle sorgenti maledette 「乱馬, ついに呪泉郷へ行く」 - Ranma, tsui ni Jusenkyō e iku | 21 settembre 1990 | –          |
| 45    | 63    | Ranma e Genma riescono a rubare ad Happosai il suo preziosissimo specchio magico e a tornare indietro nel tempo, prima della loro caduta all'interno delle sorgenti maledette. Giungono nel luogo esattamente al momento della loro visita precedente; sembrano così aver l'occasione perfetta per impedire questa volta di rimanere vittime della maledizione. |                   |            |
| 46    | 64    | Il ritorno del preside 「帰ってきた変態校長」 - Kaettekita hentai kōchō | 5 ottobre 1990    | –          |
| 46    | 64    | Il preside della scuola, che poi si rivelerà esser proprio il padre di Tatewaki, torna dalle Hawaii e istituisce immediatamente una nuova rigorosissima regola per cui tutti gli studenti dovranno aver un taglio di capelli corti; a meno che non riescano a trovare una speciale noce di cocco, nel qual caso la regola non sarà applicata. |                   |            |
| 47    | 65    | L'imbattibile Kuno - L'addestramento di Kuno 「登場!史上最強の九能」 - Tōjō! Shijō saikyō ni Kunō | 12 ottobre 1990   | –          |
| 47    | 65    | Il preside elegge Tatewaki a capo del consiglio studentesco responsabile della disciplina scolastica. Happosai s'intromette in questa faccenda, offrendosi di allenarlo, con l'intento di arricchire la sua collezione di biancheria femminile. Intanto Tatewaki, con le sue abilità in tal modo accresciute, sfida Ranma a duello. |                   |            |
| 48    | 66    | Ranma perde la forza - La vendetta di Happosai 「乱馬が弱くなっちゃった!」 - Ranma ga yowaku nacchatta! | 19 ottobre 1990   | –          |
| 48    | 66    | Happosai ha colpito Ranma con uno dei suoi attacchi micidiali, privando così il ragazzo di tutta la sua forza; dopo di che va a raccontare a tutti che Ranma è ora divenuto vulnerabile. |                   |            |
| 49    | 67    | Il dragone leggendario - La spirale del drago 「完成!とんでもない必殺技」 - Kansei! Tondemonai hissatsuwaza | 26 ottobre 1990   | –          |
| 49    | 67    | Proprio quando Ranma si sta arrendendo al fatto d'esser divenuto oramai debole e del tutto incapace di difendersi, ecco che Obaba gli ridà un qualche briciolo di speranza: cercherà d'insegnargli una tecnica devastante, detta "colpo del drago volante", che può imparare e facilmente utilizzare anche nel suo stato di debolezza. |                   |            |
| 50    | 68    | Lo scontro finale - Ranma contro Happosai 「決戦!乱馬復活なるか?」 - Kessen! Ranma fukkatsu naru ka? | 2 novembre 1990   | –          |
| 50    | 68    | Armato della nuovissima tecnica marziale appena insegnatagli dalla vecchia Obaba, Ranma si appresta ad affrontare Happosai; ma questi ha già pronte le contromisure. |                   |            |
| 51    | 69    | Sfida all'ultimo piatto - Gara culinaria 「右京のスカート大作戦!」 - Ukyō no sukāto daisakusen | 9 novembre 1990   | –          |
| 51    | 69    | Ukyo inizia ad abbigliarsi in modo più femminile e seducente del solito, in una maniera decisamente più consona a una graziosa ragazza della sua età: convinta che questo possa riuscire ad attirare maggiormente l'attenzione di Ranma. Nonostante ciò, Ranma continua a vedere in lei solamente un'amica, niente di più; ma quando vengono a sapere che Ranma e Ukyo si devono incontrare al parco, Akane, Kodachi e Shampoo accorrono anche loro sfidando poi Ukyo in una gara di cucina. |                   |            |
| 52    | 70    | La madre di Ranma - Una donna dal passato 「乱馬のママがやってきた!」 - Ranma no mama ga yattekita! | 16 novembre 1990  | –          |
| 52    | 70    | Una donna misteriosa si presenta a casa Tendo, cominciando ad avere subito lunghe e animate discussioni con Genma. Si viene a sapere poco dopo ch'ella sarebbe la madre di Ranma e che desidererebbe che il ragazzo andasse a vivere assieme a lei. Alla fine della puntata si scoprirà che è una conoscente di Genma e che gli ha offerto di ospitare lui e Ranma in un circo per lavorarci e che Genma ha accettato la proposta senza spiegarsi con il figlio. |                   |            |
| 53    | 71    | La storia di Ryoga - Le delusioni di Ryoga 「良牙, 愛と苦悩を越えて」 - Ryōga, ai to Kunō wo koete | 23 novembre 1990  | –          |
| 53    | 71    | Ritiratosi in una capanna in mezzo alla foresta, Ryoga medita seriamente sulla natura del suo rapporto con Akane. |                   |            |
| 54    | 72    | Lo spirito del sonaglio - Lo spirito del campanello 「フィアンセは化け猫」 - Fianse wa bakeneko | 30 novembre 1990  | –          |
| 54    | 72    | Shampoo regala a Ranma un campanello, simile a quelli che si mettono al collo dei gatti; secondo una leggenda quando due di questi campanelli simili vengono conservati da una coppia, essa è destinata a sposarsi. Giunge però presto un gatto fantasma attratto dal sonaglio e alla ricerca disperata di una sposa. |                   |            |
| 55    | 73    | Cos'è la giovinezza? - Viva la giovinezza 「吹けよ風!青春は熱血だ」 - Fukeyo kaze! Seishun wa nekketsuda | 7 dicembre 1990   | –          |
| 55    | 73    | Il preside Kuno assume un nuovo insegnante, il quale inizia a insegnare ai suoi allievi a esprimere liberamente i sentimenti che provano gli uni verso gli altri; questo fino a quando ne hanno ancora in tempo, cioè durante l'età della giovinezza. |                   |            |
| 56    | 74    | Il nuovo discepolo di Happosai - (non trasmesso) 「恐るべき新弟子現わる」 - Osorubeki shindeshi arawaru | 14 dicembre 1990  | 2004 (MTV) |
| 56    | 74    | Un giovane rimane colpito favorevolmente dalle immani capacità e tecniche marziali dimostrate da Happosai; lo segue e, giunto al dojo Tendo, chiede di esserne ammesso in qualità d'allievo. |                   |            |
| 57    | 75    | Un bambino capriccioso - Dove sei Kumanci? 「おもてに出やがれ!」 - Omote ni deyagare! | 21 dicembre 1990  | –          |
| 57    | 75    | Giunti in montagna alla ricerca di un albero di Natale, Ranma e Akane perdono le tracce di Genma: si mettono quindi alla sua ricerca. Lo trovano infine immerso nel lusso e nelle comodità in qualità di panda adottato da una ricca signora per far da compagno di giochi al figlioletto malato molto viziato. |                   |            |
| 58    | 76    | Un'importante decisione - Ryoga studente 「良牙の天道道場居候日記」 - Ryōga no Tendō dōjō isōrō nikki | 11 gennaio 1991   | –          |
| 58    | 76    | Ryoga decide di provare a iscriversi alla stessa scuola frequentata da Akane, nel tentativo così di starle sempre vicino; prima però deve superare il test d'ingresso. Akane accetta di fargli da tutrice, ma con tutta la confusione che regna costantemente in casa Tendo sembra molto difficile concentrarsi sullo studio. |                   |            |
| 59    | 77    | Un amore senza età - (non trasmesso) 「八宝斉の恋!」 - Happōsai no koi! | 18 gennaio 1991   | 2004 (MTV) |
| 59    | 77    | Happosai s'innamora perdutamente della giovane e molto graziosa insegnante di una scuola materna, ma per lei deve essere disposto a rinunciare a rubare la biancheria femminile. |                   |            |
| 60    | 78    | Profezia d'amore - Un veggente per Kuno 「九能ボー然!恋の大予言」 - Kunō bōzen! Koi no daiyogen | 25 gennaio 1991   | –          |
| 60    | 78    | Un conoscente di Sasuke che fa il chiromante predice a Tatewaki ch'egli è destinato a sposarsi con la prima ragazza su cui poseranno i suoi occhi: rimarrà francamente deluso dal fatto che questa non risulterà essere né Akane, né Ranma in forma femminile, bensì Nabiki Tendo. Tatewaki, fedele al responso che il destino gli ha mandato, inizia a corteggiare la sorella di Akane. |                   |            |
| 61    | 79    | Il disegno della forza - Ryoga diventa forte 「強くなりすぎた良牙」 - Tsuyoku narisugita Ryōga | 1º febbraio 1991  | –          |
| 61    | 79    | Dopo aver diviso le sue magre pietanze con un eremita, questi ringrazia Ryoga facendolo diventare l'uomo più forte del mondo, ciò grazie a un marchio che gli viene impresso sullo stomaco. Con tale nuova capacità corre a sfidare Ranma. |                   |            |
| 62    | 80    | Un segreto in pericolo - Il segreto di P-chan 「あやうし!Pちゃんの秘密」 - Ayaushi! P-chan no himitsu | 8 febbraio 1991   | –          |
| 62    | 80    | Terrorizzato dal fatto che Akane possa aver scoperto una volta per tutte la sua identità come P-chan, Ryoga decide a malincuore di lasciare la città per sempre. Ranma continua intanto a cercare un modo per battere Ryoga, mentre Akane gli fa notare lo strano disegno che sia Ryoga sia P-chan hanno sulla pancia chiedendogli spiegazioni. |                   |            |
| 63    | 81    | L'uomo delle uova bianche - L'uomo delle uova 「たまごをつかむ男」 - Tamago wo tsukamu otoko | 15 febbraio 1991  | –          |
| 63    | 81    | Kasumi Tendo sembra insolitamente allegra, a seguito di un casuale incontro avvenuto con uno sconosciuto, il che porta Nabiki a ipotizzare seriamente che la sorella si sia potuta trovare un fidanzato. |                   |            |
| 64    | 82    | La leggendaria spada sacra - La spada nella roccia 「らんまと九能の初キッス?!」 - Ranma to Kunō no hatsu kisu?! | 22 febbraio 1991  | –          |
| 64    | 82    | Tatewaki possiede una spada sacra in grado di esaudire tre desideri espressi da chi la impugna; anche Ranma cerca d'utilizzarla per cancellare la propria maledizione. Nel frattempo Tatewaki ha già soddisfatto e sprecato due desideri; ma Ranma è disposto a rischiare la propria stessa vita per poterne aver per sé l'ultimo rimasto. |                   |            |
| 65    | 83    | Il filo rosso del destino - Il filo rosso 「シャンプーの赤い糸」 - Shanpū no akai ito | 1º marzo 1991     | –          |
| 65    | 83    | Ranma cade improvvisamente innamorato di Shampoo dopo che questa lo ha legato a sé con un magico filo rosso del destino: devono trascorrere però cinque ore prima che questo effetto possa risultare permanente. Akane cercherà d'arrestare il processo prima che sia troppo tardi. |                   |            |
| 66    | 84    | Il cupido dell'amore - Mousse torna a casa 「ムース故郷に帰る」 - Mūsu kokyō ni kaeru | 8 marzo 1991      | –          |
| 66    | 84    | Mousse, sconfitto da Ranma, deve rinunciare a Shampoo e tornare in Cina. Il ragazzo non riesce ad allontanarsi dalla sua amata: usando vari travestimenti o trasformandosi in oca tenta di convincere Ranma a fidanzarsi con Shampoo, come farebbe Cupido. |                   |            |
| 67    | 85    | Il re dei bari - La febbre del gioco 「史上サイテーの賭け」 - Shijō saite no kake | 15 marzo 1991     | –          |
| 67    | 85    | Dieci anni prima, Ranma aveva perso al gioco d'azzardo la proprietà della palestra Tendo e adesso è costretto a recuperarla giocando a carte. |                   |            |
| 68    | 86    | Kuno o Marianne? - Sfida sul ghiaccio 「マリアンヌになった九能」 - Mariannu ni natta Kunō | 22 marzo 1991     | –          |
| 68    | 86    | Tatewaki crede di aver fatto innamorare di sé Azusa Shiratori e la ospita a casa Kuno; la giovane in realtà si è invaghita della statua gigante a forma di tasso che è caduta addosso al ragazzo. Azusa crede che Ranma e Akane vogliano portarle via Marianne (così ha chiamato la statua) e li sfida a duello. |                   |            |
| 69    | 87    | Il pasticcio di Ranma - Akane dove sei? 「乱馬なんか大キライ!」 - Ranma nanka daikirai! | 29 marzo 1991     | –          |
| 69    | 87    | Akane ha preparato con impegno un piatto per Ranma, per festeggiare il fatto che lui e suo padre sono da due anni a casa loro, ma Ranma non vuole mangiarlo e litigando il piatto finisce a terra. Akane, triste, scappa di casa. |                   |            |
| 70    | 88    | Il segreto del baffo del drago (prima parte) - Il segreto del codino 「そのおさげもらったぁ!」 - Sono osage moratta! | 5 aprile 1991     | –          |
| 70    | 88    | Dei misteriosi individui con la testa a forma di nikuman vogliono impossessarsi del baffo del drago, il laccio che lega il codino di Ranma. |                   |            |
| 71    | 89    | Il segreto del baffo del drago (seconda parte) - Il sogno di ogni uomo 「男の野望が尽きる時...」 - Otoko no yabō ga tsukiru toki... | 12 aprile 1991    | –          |
| 71    | 89    | Quando si scopre che il baffo del drago può curare la calvizie, Ranma è costretto a combattere contro i misteriosi individui ai quali si aggiungono suo padre e Happosai, che vogliono sfruttare i benefici del cimelio. |                   |            |
| 72    | 90    | La vendetta di Lin Lin e Lan Lan - Il ritorno di Rin Rin e Ran Ran 「リンリン·ランランの逆襲」 - Rinrin Ranran no gyakushū | 19 aprile 1991    | –          |
| 72    | 90    | Le allieve di Shampoo tornano in Giappone per eliminare tutte le pretendenti a Ranma e permettere le nozze tra il ragazzo e Shampoo. |                   |            |
| 73    | 91    | Ryogatto! - Ryoga e lo spirito del gatto 「良牙のプロポーズ」 - Ryōga no puropōsu | 26 aprile 1991    | –          |
| 73    | 91    | Yokai Maomoling, dopo l'intervento di Ryoga che ha scacciato dei cani che lo stavano aggredendo, promette al ragazzo che lo aiuterà a conquistare Akane. |                   |            |
| 74    | 92    | Nemici per gioco - Genma se ne va 「玄馬, 家出する」 - Genma, iede suru | 3 maggio 1991     | –          |
| 74    | 92    | Dopo un bisticcio con Soun, Genma lascia casa Tendo portando Ranma con sé. Il ragazzo e Akane cercano di riappacificare i genitori, ma Kodachi e Tatewaki si intromettono. |                   |            |
| 75    | 93    | La cerimonia del tè - La difficile cerimonia del tè 「これが格闘茶道でおます」 - Kore ga kakutō sadō de omasu | 10 maggio 1991    | –          |
| 75    | 93    | Sentaro Daimonji, ultimo erede della famiglia depositaria della tecnica di combattimento della cerimonia del tè, si innamora di Ranma ragazza. Viene organizzato un combattimento tra la nonna di Sentaro (maestra della tecnica) e Ranma, ma quest'ultima è in un vicolo cieco: se vince dovrà sposare Sentaro, se perde subirà l'onta della sconfitta. |                   |            |
| 76    | 94    | La scuola di Shitamachi - La sfida dei giocattoli 「道場破りは女の子?」 - Dōjō yaburi wa onna no ko? | 17 maggio 1991    | –          |
| 76    | 94    | Akane viene sconfitta da una ragazzina appartenente alla scuola di Shitamachi, che utilizza delle tecniche di combattimento basate sui giocattoli. La ragazzina concede ad Akane la rivincita per riconquistare l'onore e l'insegna della palestra Tendo. |                   |            |
| 77    | 95    | La battaglia delle sorgenti termali - Vacanza per due 「絶叫!温泉バトル」 - Zekkyō! Onsen batoru | 24 maggio 1991    | –          |
| 77    | 95    | Ranma viene invitato da Shampoo a partecipare a una corsa a ostacoli alle terme, scatenando l'ira di Akane che lo aveva invitato per prima che deciderà di allearsi con Mousse. Alla gara si uniscono anche Ryoga e Ukyo e le tre coppie dovranno affrontare diverse sfide per vincere un viaggio gratis a una sorgente termale a loro scelta. Ovviamente, Ranma, Shampoo, Ryoga e Mousse gareggiano per andare alle sorgenti maledette in Cina per tornare normali. |                   |            |
| 78    | 96    | Il padre di Kuno - Padre e figlio si ritrovano 「ミーが九能のダディです」 - Mī ga Kunō no dadi desu | 31 maggio 1991    | –          |
| 78    | 96    | Il preside lancia una nuova sfida agli studenti per imporre il regolamento scolastico. Sasuke, osservando l'uomo, nota una somiglianza con il padre di Tatewaki e Kodachi e ne parla al ragazzo; Tatewaki è scettico e non crede che il preside possa essere suo padre. |                   |            |
| 79    | 97    | Il segreto della scuola di combattimento della cerimonia del tè - Il capo famiglia si alza in piedi 「格闘茶道·家元立つ!」 - Kakutō sadō iemoto tatsu! | 7 giugno 1991     | –          |
| 79    | 97    | La nonna di Sentaro ha deciso che, in occasione della prossima riunione della scuola di combattimento della cerimonia del tè, si alzerà in piedi. Questo ha sempre portato sventura alla famiglia Daimonji e solo una ragazza può sciogliere il maleficio. Sentaro chiede aiuto ad Akane e Ranma ragazza per evitare la sventura. |                   |            |
| 80    | 98    | La leggenda degli attrezzi divini - Sfida in palestra 「レオタードは乙女の呪い」 - Reotādo wa otome no noroi | 14 giugno 1991    | –          |
| 80    | 98    | Tre ragazzi, che si definiscono esponenti della squadra maschile di ginnastica ritmica marziale, stanno rubando i tre attrezzi divini custoditi nelle varie scuole. L'ultimo attrezzo è all'istituto Furinkan e Akane e Ranma ragazza dovranno combattere per mantenerne il possesso e tentare di recuperare gli altri attrezzi rubati. |                   |            |
| 81    | 99    | Le sorgenti del terrore - (non trasmesso) 「恐怖の混浴温泉」 - Kyōfu no kon'yoku onsen | 21 giugno 1991    | 2004 (MTV) |
| 81    | 99    | Tutti gli abitanti di casa Tendo trascorrono alcuni giorni di vacanza in un albergo immerso nella natura. La struttura è fatiscente, ma è dotata di un onsen che – così narra la leggenda – migliora le abilità di chi pratica le arti marziali. Le caldi acque termali, però, sembrano nascondere una creatura misteriosa che terrorizza gli ospiti. |                   |            |
| 82    | 100   | Il magico eremita delle rane - Il mago delle rane 「カエルのうらみはらします」 - Kaeru no urami harashimasu | 28 giugno 1991    | –          |
| 82    | 100   | Un misterioso individuo, esperto nell'addestramento delle rane, ha intenzione di trasformare in rana tutte le persone che sono cadute nelle sorgenti maledette. Dopo la scomparsa di Genma e Shampoo Ranma scopre che in camera di Akane sono presenti tre rane che assomigliano a Ryoga e ai due scomparsi; Ranma e Mousse iniziano a credere di essere i prossimi bersagli dell'addestratore. |                   |            |
| 83    | 101   | Ukyo dell'okonomiyaki vs Joe delle crepes - La guerra delle crepes 「逆襲!怒りのお好み焼き」 - Gyakushū! Ikari no okonomiyaki | 5 luglio 1991     | –          |
| 83    | 101   | Un esperto nella tecnica del combattimento con le crêpe si è accaparrato tutti i clienti di Ukyo grazie alla bontà dei suoi dolci. La ragazza lo sfida ma viene battuta; per sconfiggere Joe e riconquistare i suoi clienti Ukyo dovrà imparare a creare degli okonomiyaki che sappiano infondere spirito combattivo come le suggerisce un bonzo del Tempio dell'abbondanza che si offre di aiutarla. |                   |            |
| 84    | 102   | Ranma è diventato un dongiovanni - (non trasmesso) 「ナンパになった乱馬」 - Nanpa ni natta Ranma | 12 luglio 1991    | 2004 (MTV) |
| 84    | 102   | Akane cura le ferite di Ranma usando un cerotto magico di Happosai; da quel momento il giovane Saotome inizia a corteggiare tutte le ragazze che gli capitano a tiro, suscitando la gelosia di Akane. |                   |            |
| 85    | 103   | La scuola di combattimento degli shogi - La sfida 「格闘将棋は命懸け」 - Kakutō shogi wa inochi gake | 19 luglio 1991    | –          |
| 85    | 103   | Genma riceve la visita di un uomo che, in passato, aveva battuto al gioco dello shōgi con l'inganno. L'uomo ha migliorato la sua abilità nel gioco e adesso vuole tentare di battere Genma. |                   |            |
| 86    | 104   | Le tecniche di spionaggio di Sasuke - Sasuke la spia 「佐助のスパイ大作戦」 - Sasuke no supai daisakusen | 26 luglio 1991    | –          |
| 86    | 104   | Tatewaki, su consiglio dello zio, pensa di ingaggiare come giardiniere un ninja esperto al posto di Sasuke. Il ragazzo è riconoscente al suo servitore e gli concede una possibilità di rimanere: avrà una settimana di tempo per portargli la sua amata ragazza con il codino. |                   |            |
| 87    | 105   | Permetta che le dica bonjour - Bonjour 「ボンジュールでございます」 - Bonjūru de gozaimasu | 2 agosto 1991     | –          |
| 87    | 105   | Picolet Chardin II, un combattente francese della scuola di arti marziali del pasto sfida Ranma in una gara a chi mangia più veloce e lo batte. Il ragazzo è costretto a pagare il conto di 100.000 yen. Soun rivela che, dopo aver perso una battaglia simile venti anni prima, aveva promesso sua figlia alla famiglia Chardin. Ranma si propone volontario, trasformato in ragazza, per imparare i segreti della famiglia Chardin. Deve imparare a mangiare senza farsi vedere e, a tal fine, la sua addestratrice, Madame Saint Paul, le fa indossare un corsetto di ferro che non sarà rimosso finché non imparerà. Soun Tendo scopre una tecnica antica che potrebbe aiutare Ranma, il "Gourmet du Foie Gras". |                   |            |
| 88    | 106   | Il pasto si svolge sul ring - Pranzo sul ring 「ディナーはリングの上で」 - Dinā wa ringu no uede | 9 agosto 1991     | –          |
| 88    | 106   | Ranma capisce che il segreto del Gourmet du Foie Gras è riempire l'avversario come un'oca. Akane scopre però che tutti coloro che hanno padroneggiato questa tecnica sono morti. Intanto, Ranma, non mangiando da settimane, dimagrisce così tanto che il corsetto di ferro se ne cade e decide quindi di sfidare Picolet. Il giorno della sfida, Ranma attacca Picolet con il Gourmet du Foie Gras ma il ragazzo francese riesce a contrattaccare. Tuttavia, Ranma riesce a vincere lo stesso prima usando i Gourmet sugli ospiti e poi mangiando gli ultimi piatti. |                   |            |
| 89    | 107   | Lezioni di nuoto fra le lacrime per Akane - Lezioni di nuoto 「あかね, 涙の水泳大特訓」 - Akane, namida no suiei daitokkun | 16 agosto 1991    | –          |
| 89    | 107   | Akane, che non sa nuotare, viene scelta come concorrente per la sua classe nella gara di nuoto dell'istituto Furinkan. Il preside Kuno tenta di insegnarle a nuotare in vista della gara. |                   |            |
| 90    | 108   | L'amaro destino di Ryoga - Ryoga nel west 「良牙!夕日に向かって走れ」 - Ryōga! Yūhi ni mukatte hashire | 23 agosto 1991    | –          |
| 90    | 108   | Ryoga, perso nel west, incontra Anna, una contadina e quando verrà rapita correrà in suo aiuto, facendo sì che Anna si innamori di lui. Il cuore di Ryoga, però, appartiene solo ad Akane e così Ryoga parte lasciando Anna in lacrime. |                   |            |
| 91    | 109   | Un sogno da incubo - Benvenuti nel mio sogno 「夢の中へ」 - Yume no naka e | 30 agosto 1991    | –          |
| 91    | 109   | Kasumi sta preparando la cena; nel frattempo Happosai si addormenta e inizia a sognare. Più tardi Ranma e Akane si addormentano vicino al vecchio e, per uno strano prodigio, vivono lo stesso sogno di Happosai. Dopo poco anche Nabiki, Genma e Soun si addormentano: a questo punto tutti gli abitanti in casa Tendo (tranne Kasumi) si ritrovano nel sogno di Happosai. |                   |            |
| 92    | 110   | Il fidanzato rubato - Nabiki si fidanza 「乱馬はなびきの許婚?」 - Ranma wa nabiki no iinazuke? | 6 settembre 1991  | –          |
| 92    | 110   | Nabiki bisticcia con Akane e fa credere alla sorella di essere da sempre innamorata di Ranma: quando Akane dice di non volere più parlare con Ranma e Nabiki quest'ultima si dichiara a Ranma. Akane pensa che Nabiki stia approfittando della situazione soltanto per fare soldi, ma alcuni comportamenti della sorella la portano a credere che forse lo ami veramente. |                   |            |
| 93    | 111   | Il caso dei takoyaki scomparsi - Il mistero delle polpette di pesce 「天道家消えたたこ焼きの謎」 - Tendo-ke kieta takoyaki no nazo | 13 settembre 1991 | –          |
| 93    | 111   | Kasumi ha comprato sette takoyaki, ma quando torna in cucina dopo essersi allontanata per pochi minuti, trova la scatola dei takoyaki vuota. La famiglia Tendo si riunisce così per trovare il colpevole. |                   |            |
| 94    | 112   | L'ombra, lo specchio dell'anima - Ranma contro se stesso 「対決!乱馬VS影乱馬」 - Taiketsu! Ranma buiesu kage Ranma | 20 settembre 1991 | –          |
| 94    | 112   | Grazie a un incenso magico l'ombra di Ranma si stacca dal corpo del ragazzo, che può così allenarsi contro un avversario molto forte. Con il passare del tempo l'ombra di Ranma prende una vita autonoma e compie azioni riprovevoli, la cui colpa ricade sul ragazzo. |                   |            |
| 95    | 113   | L'adorabile papà di Kodachi - Lotta in famiglia 「小太刀のマイラブリーパパ」 - Kodachi no mai raburī papa | 27 settembre 1991 | –          |
| 95    | 113   | Il preside Kuno, per la prima volta, torna nella casa di famiglia per riallacciare i rapporti con Kodachi e farle da tutore in occasione del colloquio con i professori; tutto questo scatena l'ira di Tatewaki, scalzato dal ruolo di capofamiglia. |                   |            |
| 96    | 114   | L'arrivo di Gosunkugi - Un nuovo avversario 「強敵?五寸釘くん登場」 - Kyōteki? Gosunkugi-kun tōjō | 4 ottobre 1991    | –          |
| 96    | 114   | All'istituto Furinkan giunge un nuovo studente: Hikaru Gosunkugi, esperto di magia nera ma molto sfortunato. Il ragazzo ha subito un diverbio con Ranma, che diventa il bersaglio dei suoi sortilegi. |                   |            |
| 97    | 115   | La scuola di combattimento della calligrafia - Sfida di calligrafia 「乱馬はヘタクソ?格闘書道」 - Ranma wa hetakuso? Kakutō shodō | 11 ottobre 1991   | –          |
| 97    | 115   | In città giunge un esperto del combattimento con la tecnica della calligrafia, con l'intento di sconfiggere tutte le scuole presenti; per sfidarlo Ranma dovrà migliorare la sua calligrafia e scrivere una lettera di sfida presentabile. |                   |            |
| 98    | 116   | Il misterioso venditore - Il mistero della scuola Furinkan 「風林館高校, 影のドン登場」 - Furinkan kōkō, kage no don tōjō | 18 ottobre 1991   | –          |
| 98    | 116   | Ranma scopre, nei sotterranei della scuola, un chiosco abbandonato; qui vive un vecchio venditore, che si definisce "il custode dell'istituto Furinkan", perseguitato dal preside. Ranma e Akane aiutano l'anziano a difendersi dagli attacchi del preside. |                   |            |
| 99    | 117   | Voglio tornare un ragazzo normale - La polverina miracolosa 「悲願!普通の男に戻りたい」 - Higan! Futsū no otoko ni modoritai | 25 ottobre 1991   | –          |
| 99    | 117   | Ranma, Ryoga e Mousse hanno acquistato da un venditore cinese tre bustine contenenti la polvere di una sorgente maledetta disseccata: una di queste è in grado di annullare l'incantesimo che li perseguita. I tre, dopo alcuni battibecchi, decidono di allearsi per scoprire quale delle tre buste è quella giusta. |                   |            |
| 100   | 118   | L'inaspettato successore - L'erede di Genma 「早乙女流の跡継ぎは良牙?」 - Saotome ryū no atotsugi wa Ryōga? | 1º novembre 1991  | –          |
| 100   | 118   | Genma, irritato dal comportamento di Ranma, propone a Ryoga di diventare il suo successore alla guida della scuola indiscriminata di arti marziali. Ryoga è scettico, ma cambierà idea quando Genma e Soun gli faranno notare che Akane, a questo punto, dovrebbe diventare la sua fidanzata. |                   |            |
| 101   | 119   | La famiglia Tendo al luna park - La corsa dei go-kart 「天道家, 遊園地へ行く」 - Tendō-ke, yūenchi e iku | 15 novembre 1991  | –          |
| 101   | 119   | La famiglia Tendo, grazie al dottor Tofu, trascorre una giornata al luna park. Rimasti senza soldi per il pranzo, decidono di partecipare a una corsa di go-kart che mette in palio un pranzo per due persone; Akane intende vincere per regalare il premio a Kasumi e Tofu, mentre Genma, Ranma e Soun pensano solo a soddisfare la loro fame. |                   |            |
| 102   | 120   | Aggressione nell'istituto Furinkan - Il terrore mascherato 「風林館高校·通り魔事件」 - Furinkan kōkō: toorima jiken | 29 novembre 1991  | –          |
| 102   | 120   | Al termine delle lezioni alcune studentesse dell'istituto Furinkan vengono molestate da un individuo con un mantello nero. I sospetti cadono su Ranma, le ragazze dicono che il molestatore aveva un codino come il suo. Ranma e Akane indagano per scoprire chi sia l'impostore. |                   |            |
| 103   | 121   | Il demone venuto dalle sorgenti (prima parte) - Il mostro delle sorgenti maledette (prima parte) 「呪泉郷から来た悪魔 前編」 - Jusenkyō kara kita akuma - zenpen | 6 dicembre 1991   | –          |
| 103   | 121   | Un misterioso ragazzo, che a contatto con l'acqua diventa un demone, rapisce Akane. Il suo intendo è vendicarsi di Happosai che sembra avergli fatto qualcosa di davvero grave. |                   |            |
| 104   | 122   | Il demone venuto dalle sorgenti (seconda parte) - Il mostro delle sorgenti maledette (seconda parte) 「呪泉郷から来た悪魔 後編」 - Jusenkyō kara kita akuma - kōhen | 13 dicembre 1991  | –          |
| 104   | 122   | Inizia il combattimento tra Ranma, Ryoga, Mousse e Shampoo contro il terribile mostro. Dopo il combattimento, si scopre che il misterioso ragazzo si chiama Collant Taro e odia Happosai a causa del suo nome. Infatti, l'anziano maestro battezzò il ragazzo anni fa e non ha intenzione di cambiare il nome. Ranma e gli altri dovranno cercare di convincerlo. |                   |            |
| 105   | 123   | Un Natale senza Ranma - Natale senza Ranma 「乱馬がいないXmas」 - Ranma ga inai Xmas | 20 dicembre 1991  | –          |
| 105   | 123   | Vigilia di Natale: mentre Akane e Ranma sono in città per compere, Mousse si scontra con Ranma e tenta di aggredirlo. Akane resta da sola e, una volta a casa, inizia a preoccuparsi: Shampoo, Kodachi e Ukyo vogliono approfittare dell'occasione per rimanere sole con Ranma. |                   |            |
| 106   | 124   | La bambina delle nevi - La donna di ghiaccio 「雪ん子冬物語」 - Yukinko fuyu monogatari | 10 gennaio 1992   | –          |
| 106   | 124   | Ryoga si è perso in una tormenta di neve. Quando si sveglia la mattina dopo viene attaccato da qualcosa di sconosciuto. Nel frattempo la temperatura in città continua a scendere e quando Akane e Ranma trovano una gigantesca impronta, svenuta nella neve trovano anche una misteriosa bambina. |                   |            |
| 107   | 125   | La maledizione dello scarabocchio - (non trasmesso) 「らくがきパンダの呪い」 - Rakugaki panda no noroi | 17 gennaio 1992   | 2004 (MTV) |
| 107   | 125   | Tra le attrazioni di un matsuri ce n'è una inquietante: tre opere maledette. Ranma e Genma liberano gli spiriti vendicativi intrappolati nei dipinti; per rimettere le cose a posto Ranma dovrà esaudire il desiderio del soggetto ritratto nel terzo quadro, un piccolo panda femmina che vuole un appuntamento galante. |                   |            |
| 108   | 126   | L'isola delle angurie 「スイカ島の交際鬼」 - Suikatō no kōsaiki | 24 gennaio 1992   | –          |
| 108   | 126   | Kuno perde la memoria dopo un particolare allenamento su un'isola abitata solo da cocomeri. Ranma e Akane lo aiuteranno a fargliela tornare. |                   |            |
| 109   | 127   | La leggenda del panda 「幸せのパンダ伝説」 - Shiawase no panda densetsu | 31 gennaio 1992   | –          |
| 109   | 127   | Genma sta facendo un allenamento solitario, quando cade da una rupe affacciata su una cascata. Genma-panda vive una storia ambientata nel medioevo, dove lui viene venerato come una divinità. A casa, intanto, Akane è preoccupata perché Genma è sparito da una settimana. |                   |            |
| 110   | 128   | Il segreto della salsa (prima parte) 「乱馬と右京がソース相愛?」 - Ranma to Ukyo ga sōsu sōai? | 7 febbraio 1992   | –          |
| 110   | 128   | La salsa che Ukyo ha preparato dieci anni prima è finalmente pronta, ma ha un sapore terribile. Ukyo cade in depressione, perché non sa che in realtà dieci anni prima Ranma aveva rovesciato la salsa e l'aveva sostituita con una fatta da lui. |                   |            |
| 111   | 129   | Il segreto della salsa (seconda parte) 「偽り夫婦よ永遠に...」 - Itsuwari fūfu yo eien ni... | 14 febbraio 1992  | –          |
| 111   | 129   | Ukyo è ancora a casa Tendo, decisa ad avere Ranma lottando contro Akane, La situazione si risolve quando Ranma prende una decisione sulla salsa, permettendo a Ukyo di scoprire la sua vera passione. |                   |            |
| 112   | 130   | Sentaro è di nuovo nei guai 「格闘茶道!さらわれた家元」 - Kakutō sadō! Sarawareta iemoto | 21 febbraio 1992  | –          |
| 112   | 130   | La nonna di Sentaro Daimoji viene rapita dai loro rivali, la famiglia Miyakoji fondatrice di uno stile alternativo di combattimento della cerimonia del te. Akane e Ranma accompagnano Sentaro alla villa dei Miyakoji per aiutarlo a liberare la nonna ma qui il ragazzo s'innamora ricambiato di Satuski Miyakoji (l'erede della scuola rivale). I due successori decidono di sposarsi per porre fine alla faida tra le due scuole. |                   |            |
| 113   | 131   | Akane va all'ospedale 「大変!あかねが入院した」 - Taihen! Akane ga nyūin shita | 28 febbraio 1992  | –          |
| 113   | 131   | Durante la lezione di ginnastica Akane cade dalla trave e si fa male a una caviglia: a causa dell'infortunio dovrà rimanere all'ospedale dove lavora il dottor Tofu. Ranma, che si sente in colpa per l'incidente, non riesce a trovare il coraggio di andare a trovare Akane. |                   |            |
| 114   | 132   | A caccia del fantasma 「謎の暴れタコツボ現る?!」 - Nazono abare takotsubo arawareru?! | 6 marzo 1992      | –          |
| 114   | 132   | Ranma, Genma e Soun sono stati convocati in una località marina per sconfiggere il fantasma di una piovra che vive in un'anfora, che causa danni alla popolazione. Arrivati sul posto incontrano una ragazza dalla salute cagionevole che non sa niente del fantasma; per proteggerla decidono di sconfiggere lo spirito. |                   |            |
| 115   | 133   | I sogni di Gosunkugi 「五寸釘!あぁ恋の紙人形」 - Gosunkugi! Ah koi no kaminingyō | 13 marzo 1992     | –          |
| 115   | 133   | Gosonkugi acquista delle bamboline di carta magiche: una volta scritto un ordine e poste sulla schiena di una persona, questa obbedirà al comando. Accertatosi su Ranma del funzionamento delle bamboline, Gosonkugi tenta di fissare un appuntamento con Akane. |                   |            |
| 116   | 134   | Conosco i vostri pensieri 「あかねの心がわからない」 - Akane no kokoro ga wakaranai | 20 marzo 1992     | –          |
| 116   | 134   | A casa Tendo arriva un ragazzino molto strano, che dice di essere amico di Ryoga, con una strana capacità: leggere nel pensiero. |                   |            |
| 117   | 135   | Il mistero del fantasma 「追跡!手まり唄の謎」 - Tsuiseki! Temari uta no nazo | 27 marzo 1992     | –          |
| 117   | 135   | Nel vecchio chiosco dell'istituto Furnikan appare il fantasma di una studentessa che cerca una cosa che ha dimenticato sulla Terra. Ranma e Akane, tenendo come guida una filastrocca ripetuta in continuazione dalla ragazza, si mettono alla ricerca dell'oggetto perduto che la tiene ancora legata al mondo dei vivi. |                   |            |
| 118   | 136   | Non ci separeremo mai 「もうあなたから離れない」 - Mou anata kara hanarenai | 3 aprile 1992     | 2005 (MTV) |
| 118   | 136   | Dopo aver usato delle pastiglie magiche Happosai rimane saldamente attaccato a Ranma e pare che niente riesca a dividere il maestro dal suo discepolo. Soun scopre che Ranma potrà separarsi da Happosai soltanto sconfiggendolo, e dovrà riuscirci entro la fine della giornata altrimenti sarà legato a lui per l'eternità. |                   |            |
| 119   | 137   | Kuno preside pro-tempore 「九能帯刀, 代理校長を命ず」 - Kunō tatewaki, dairi kōchō wo meizu | 10 aprile 1992    | –          |
| 119   | 137   | Il preside Kuno deve assentarsi una settimana e nomina il figlio Tatewaki come suo sostituto per gestire l'istituto Furinkan. Tatewaki impone delle norme di comportamento restrittive, che provocano la rabbia degli studenti. |                   |            |
| 120   | 138   | Sfida mortale 「乱馬, 月夜に吠える」 - Ranma, tsukiyo ni hoeru | 17 aprile 1992    | –          |
| 120   | 138   | Happosai riceve un pacchetto contenente una lattina: si tratta dell'invito a una sfida contro avversari invisibili e potentissimi. Ranma combatterà contro di loro al posto di Happosai. |                   |            |
| 121   | 139   | Acque comunicanti 「你好!呪泉郷のガイドさん」 - Nihao! Jusenkyō no Gaido-san | 24 aprile 1992    | –          |
| 121   | 139   | A Tokyo arriva la guida delle sorgenti maledette, che dice che lo stagno del giardino di casa Tendo ha un collegamento sotterraneo con la sorgente incantata, capace di annullare l'effetto delle sorgenti maledette. Genma, Ranma, Mousse, Ryoga e Shampoo sperano così di riuscire a tornare finalmente normali. |                   |            |
| 122   | 140   | I sei Happosai 「迷惑!六人の八宝斉」 - Meiwaku! Rokunin no Happōsai | 1º maggio 1992    | –          |
| 122   | 140   | Kasumi prende un mazzo di carte dai cimeli di casa Kuno, non sapendo che sono maledette. Happosai si ritrova nel mezzo di un cerchio magico prodotto dalle carte: da quel momento in casa Tendo si materializzano sei Happosai che, come l'originale, tormentano le ragazze della città per rubare la loro biancheria intima. |                   |            |
| 123   | 141   | Il colpo del leone 「気分しだいの必殺技(前)」 - Kibun shidai no hissatsuwaza - zen | 8 maggio 1992     | –          |
| 123   | 141   | Ryoga ha imparato una nuova potentissima tecnica, il colpo del leone, e riesce finalmente a battere Ranma (anche se in allenamento). Quando Ranma, per prendersi la rivincita, chiede a Obaba quale sia il segreto del colpo del leone questa si rifiuta di rivelarglielo e lo esorta a non imparare la tecnica per il suo bene. Ranma e Ryoga sono intenzionati a battersi per scoprire chi dei due riuscirà a usare al meglio il colpo. |                   |            |
| 124   | 142   | Lotta psicologica 「気分しだいの必殺技(後)」 - Kibun shidai no hissatsuwaza - kō | 15 maggio 1992    | –          |
| 124   | 142   | Ryoga e Ranma hanno sette giorni di tempo per prepararsi al loro scontro. Ryoga è intenzionato a perfezionare il colpo del leone, mentre Ranma cerca di imparare una tecnica alternativa. Una colonna di luce si proietta nei cieli della città quando Akane dice a Ryoga "ti odio". Ryoga sembra aver compreso il segreto del colpo del leone e Ranma come contrastare i suoi effetti. |                   |            |
| 125   | 143   | Il bacio sciogli-incantesimo 「シャンプー囚われのキッス」 - Shanpū toraware no kissu | 22 maggio 1992    | –          |
| 125   | 143   | Yokai Maomoling, sempre in cerca di moglie, lancia un incantesimo contro Shampoo: la ragazza sarà costretta a sposarlo. Solo un bacio di Ranma a Shampoo potrà sciogliere l'incantesimo, ma il ragazzo dovrà farlo prima che la campana del tempio suoni per cento volte. |                   |            |
| 126   | 144   | Una promessa da mantenere 「ボクと駆け落ちして下さい」 - Boku to kakeochi shite kudasai | 29 maggio 1992    | –          |
| 126   | 144   | Il sonno di Ranma è turbato da un sogno ricorrente. Lo spirito di un anziano, malato gravemente, chiede a Ranma-ragazza un appuntamento galante perché le ricorda il suo primo amore; Ranma-ragazza accetta di esaudire il desiderio dell'uomo. |                   |            |
| 127   | 145   | Il tempio dei funghi 「キノコ寺へ行こう」 - Kinoko dera e ikō | 5 giugno 1992     | –          |
| 127   | 145   | Dopo un pranzo a base di funghi i Tendoo e Genma sono rimasti avvelenati. Ranma e Akane, che hanno mangiato un altro tipo di fungo, devono procurarsi l'antidoto entro la fine della giornata per salvare i propri cari. |                   |            |
| 128   | 146   | Genma contro Ranma 「必殺!地獄のゆりかご」 - Hissatsu! Jigoku no yurikago | 12 giugno 1992    | –          |
| 128   | 146   | Genma si è accorto che Ranma è diventato molto più forte di lui e lo sfida in un combattimento dove i due si dovranno affrontare senza tener conto del vincolo di parentela che li lega. Genma si allena per perfezionare un nuovo colpo, la culla del diavolo, da usare contro Ranma. |                   |            |
| 129   | 147   | La trasformazione di Picolet 「青い恐怖にボンジュール」 - Aoi kyōfu ni bonjūru | 19 giugno 1992    | –          |
| 129   | 147   | Madame Saint Paul si presenta dai Tendo: da un po' di giorni Picolet non mangia, si nasconde nella sua stanza durante il giorno ed esce tutte le sere; nello stesso tempo alcune giovani donne sono state aggredite da uno sconosciuto e mostrano delle strane ferite sul collo. Madame Saint Paul sospetta che Picolet si stia trasformando in un vampiro; Akane e Ranma-ragazza vanno al castello di Picolet per indagare. |                   |            |
| 130   | 148   | La principessa Ori 「織姫は流れ星に乗って」 - Orihime wa nagareboshi ni notte | 26 giugno 1992    | –          |
| 130   | 148   | In casa Tendo ci si prepara per la festa dell'amore. Akane, dopo aver visto una stella cadente, precipita dal terrazzo della sua camera. Quando si riprende corre verso il punto dove è caduta la stella: qui incontra la principessa Ori, che è fuggita dopo aver litigato con il fidanzato Keiju. Akane decide di ospitare Ori a casa Tendo, dove intanto è giunto Keiju che sembra non avere l'intenzione di tornare insieme a Ori. |                   |            |
| 131   | 149   | Chi è l'uomo giusto? 「一つ召しませ恋の桜餅」 - Hitotsu meshimase koi no sakuramochi | 3 luglio 1992     | –          |
| 131   | 149   | Un anziano fornisce ad Akane la ricetta e un ingrediente segreto per realizzare dei daifuku particolari, in grado di indicare se il ragazzo he li ha mangiati è il suo partner ideale. Akane prepara i dolci, ansiosa di farli assaggiare a Ranma. |                   |            |
| 132   | 150   | L'attacco della muffa 「できた!八宝大カビン」 - Dekita! Happō dai kabin | 10 luglio 1992    | –          |
| 132   | 150   | Le bombe di Happosai, a causa dell'umidità per la stagione delle piogge, non funzionano più: durante uno scontro Ranma sconfigge il suo maestro. Happosai, vedendo dei dolci di riso ricoperti di muffa, studia una nuova arma con la quale sconfiggere Ranma. |                   |            |
| 133   | 151   | Lite in famiglia 「九能兄妹スキャンダルの嵐」 - Kunō kyōdai sukyandaru no arashi | 17 luglio 1992    | –          |
| 133   | 151   | Tatewaki distrugge la gigantografia di Ranma che Kodachi teneva in camera; lei ruba l'album di foto della ragazza col codino custodito dal fratello. I due ragazzi sono ai ferri corti e, per vendicarsi, iniziano a diffondere nella scuola le foto che ognuno dei due custodiva gelosamente. Ranma cerca di intervenire, per non vedere compromessa la sua reputazione. |                   |            |
| 134   | 152   | La teiera d'oro 「黄金の茶器, 五重塔の決戦」 - Ōgon no chaki, gojōnotō no kessen | 24 luglio 1992    | –          |
| 134   | 152   | Il matrimonio fra Sentaro e Satsuki è messo in pericolo dalla minaccia della ladra Toko Otome, che vuole rubare la teiera cerimoniale dei Daimoji per mandare a monte il matrimonio. Akane e Ranma (accompagnati da Nabiki e Kasumi) decidono di aiutare Sentaro a proteggere il cimelio, scoprendo che in realtà è tutta una prova organizzata dalle nonne degli sposi per essere sicure che i due siano all'altezza del loro compito di eredi. |                   |            |
| 135   | 153   | Il fantasma in vacanza 「五寸釘光, ひと夏の恋」 - Gosunkugi hikaru, hito natsu no koi | 31 luglio 1992    | –          |
| 135   | 153   | In occasione della festa di Obon la ragazza fantasma Kogane, che non ha familiari a cui fare visita, è a casa Tendo. Gosonkugi vede la nuova arrivata e inizia a frequentarla: tra i due nasce una tenera amicizia. |                   |            |
| 136   | 154   | Per amore di Kuno (prima parte) 「愛の格闘チアガール(前)」 - Ai no kakutō chiagāru - zen | 7 agosto 1992     | –          |
| 136   | 154   | La squadra femminile di volley del Furinkan, dove gioca Akane, viene sconfitta da quella dell'istituto Seinan grazie alle scorrettezze di Mariko, la capitana delle majorette. Akane è dispiaciuta e Ranma, per vendicare l'affronto subito dalla fidanzata, decide di sfidare Mariko. Lei intanto si è innamorata di Kuno e vuole fare il tifo per lui durante le gare di kendō; Mariko accetta la sfida di Ranma che, in versione ragazza, dovrà dimostrare di amare Kuno più di lei per vincere. |                   |            |
| 137   | 155   | Per amore di Kuno (seconda parte) 「愛の格闘チアガール(後)」 - Ai no kakutō chiagāru - kō | 14 agosto 1992    | –          |
| 137   | 155   | Ranma-ragazza ha poche possibilità di dimostrare di amare Kuno più di Mariko, visto che lo respinge sempre. Giunge il giorno della gara di Kendo e Kuno si trova a combattere con un misterioso avversario della scuola Seinan. Ranma-ragazza, per vincere la sfida con Mariko, decide di dichiarare il suo amore al misterioso lottatore e di fare il tifo per lui. |                   |            |
| 138   | 156   | La più bella della spiaggia 「決定!ミス·ビーチサイド」 - Kettei! Misu bīchisaido | 21 agosto 1992    | –          |
| 138   | 156   | Shampoo e Ukyo hanno trasferito i loro ristoranti sulla spiaggia e bisticciano per stabilire chi delle due è in grado di preparare le pietanze più gustose per Ranma. Nabiki propone di risolvere la contesa con una gara di bellezza: oltre alle due litiganti parteciperanno anche Akane, Tsubasa Kurenai, Kodachi e Ranma-ragazza. |                   |            |
| 139   | 157   | Gli strumenti magici 「爆裂!ハイパーツヅミ」 - Bakuretsu! Haipā tsuzumi | 28 agosto 1992    | –          |
| 139   | 157   | Tatewaki rinviene, nei sotterranei della villa di famiglia, un piccolo tamburo che, se suonato, causa grandi esplosioni. Quasi nello stesso momento Kodachi, investita dall'esplosione causata dal tamburo, rinviene un'antica viola dotata degli stessi effetti magici. |                   |            |
| 140   | 158   | Il cane bianco e nero 「忍の犬は白と黒」 - Shinobi no inu wa shiro to kuro | 4 settembre 1992  | –          |
| 140   | 158   | Ryoga incontra un cane ninja, con cui stringe amicizia. Una mattina però, il cane ruba a Ryoga una lettera d'amore per Akane e la porta fino alla ragazza. Akane rimane turbata dal contenuto della lettera, soprattutto perché non è firmata; dopo un po' di tempo affida la sua risposta al cane. |                   |            |
| 141   | 159   | La leggenda del drago 「天道家·龍神伝説」 - Tendō-ke: ryūjin densetsu | 11 settembre 1992 | –          |
| 141   | 159   | Akane e Ranma trovano, in una pozza lungo la strada, uno strano animale che somiglia a un cavalluccio marino. Il dottor Tofu, scartabellando i suoi libri, crede che si tratti di un drago destinato a svilupparsi rapidamente durante un tifone. |                   |            |
| 142   | 160   | Un incontro inaspettato 「乱馬, ミーツ·マザー」 - Ranma, mītsu mazā | 18 settembre 1992 | –          |
| 142   | 160   | A casa Tendo giunge Nodoka Saotome, madre di Ranma e moglie di Genma. La donna non vede i familiari da molti anni, quando Genma promise che, se non avesse fatto del figlio un esperto di arti marziali, si sarebbe suicidato. Nodoka ritiene che Genma abbia fallito: visto che era l'esecutrice del seppuku del marito, vuole rintracciare l'uomo per eseguire il suo compito. Ranma e Genma, per non rischiare la vita, sono costretti a mostrarsi a Nodoka nelle loro vesti di panda e di ragazza. |                   |            |
| 143   | 161   | Un giorno, chissà 「いつの日か, きっと...」 - Itsu no hi ka, kitto... | 25 settembre 1992 | 1998       |
| 143   | 161   | Nodoka decide di tornare a casa; prima della partenza della donna Akane le organizza un incontro con Ranma. Genma tenta di impedire con tutti i mezzi l'incontro tra Nodoka e il figlio; Ranma invece è intenzionato a trascorrere un po' di tempo con la madre. |                   |            |